# Rush Rally 3
Rush Rally 3 es un videojuego de carreras de rally desarrollado y publicado por Brownmonster Limited para iOS, Android, tvOS, Nintendo Switch y Windows. Fue lanzado en 2019 para iOS, Android y tvOS, y más tarde en 2022 para Windows. Es la tercera entrega de la serie Rush Rally.

## Jugabilidad
Rush Rally 3 es un juego de carreras de rally en el que se corre de noche o de día bajo la lluvia o la nieve. Cuenta con 72 etapas cada una con diferentes tipos de superficie, incluyendo nieve, grava, asfalto y tierra. Se compite con un modelo de dinámica de automóviles que incluye deformaciones y daños del vehículo en tiempo real.
El jugador se enfrenta al modo Carrera, compite en etapas A-B en un Rally único o muele metal con metal con otros autos en Rally Cross.
Se compite en eventos semanales contra otros jugadores de todo el mundo en una selección única de pistas.
Se puede mejorar, ajustar y personalizar un garaje lleno de autos. Se utiliza el editor de diseños para cambiar completamente el aspecto de los vehículos. Se compran llantas nuevas y mejoras para que cada auto sea único.
El modo multijugador en tiempo real, las tablas de clasificación sociales y Ghost Racing permiten competir con cualquier jugador en cualquier momento y compararse con los mejores del mundo.
Cuenta con un sistema de control personalizable diseñado para dispositivos táctiles e inclinables. Se pueden colocar los controles en cualquier lugar de la pantalla. También incluye soporte completo para todos los controladores MFi.